# Démographie de la Loire

La démographie de la Loire est caractérisée par une forte densité, supérieure à la moyenne française et une population en légère croissance depuis le début des années 2000.
Avec ses 772 041 habitants en 2022, le département français de la Loire se situe en 29e position sur le plan national.
En six ans, de 2015 à 2021, sa population s'est accrue de près de 9 700 unités, c'est-à-dire de plus ou moins 1 600 personnes par an. Mais cette variation est différenciée selon les 323 communes que comporte le département.
La densité de population de la Loire, 161,5 habitants par kilomètre carré en 2022, est une fois et demi supérieure à celle de la France entière qui est de 107,1 hab./km2 pour la même année.
Les habitants du département de la Loire se nomment les ligériens.

## Évolution démographique du département de la Loire
Le département de Rhône-et-Loire est créé par décret du 4 mars 1790 puis est séparé en deux départements, le Rhône et la Loire le 12 août 1793. La Loire comporte alors trois districts (Montbrison, Roanne, Saint-Étienne). Le premier recensement sera réalisé en 1801 et ce dénombrement, reconduit tous les cinq ans à partir de 1821, permettra de connaître plus précisément l'évolution des territoires.
Mais la révolution industrielle très marquée dans la Loire entraîne une immigration des départements voisins surtout de l'Auvergne et de l'Ardèche et une explosion démographique jusqu'aux années 1960.
Avec 391 216 habitants en 1831, le département représente 1,20 % de la population française, qui est alors de 32 569 000 habitants. De 1831 à 1866, il va gagner 145 892 habitants, soit une augmentation de 1,7 % moyen par an, égal au taux d'accroissement national de 0,48 % sur cette même période.
L'évolution démographique entre la Guerre franco-prussienne de 1870 et la Première Guerre mondiale est plus forte qu'au niveau national. Sur cette période, la population s'accroît de 89 938 habitants, soit une progression de 16,33 % alors qu'elle est de 10 % au niveau national. La population gagne 2,6 % pour la période de l'entre-deux guerres courant de 1921 à 1936 parallèlement à une croissance au niveau national de 6,9 %.
À l'instar des autres départements français, le Loire va ensuite connaître un essor démographique après la Deuxième Guerre mondiale mais qui va se stabiliser au début des années 1980. Le taux d'accroissement démographique entre 1946 et 2007 est de 17,27 % alors qu'il est de 57 % au niveau national.
Dans les années 1970-1980, l'expansion démographique commence en effet à s'essouffler avec la fermeture des mines et le début de la désindustrialisation. Dans les années 1990, l'accélération de la désindustrialisation et la reconversion difficile ont entraîné une baisse de la population. Depuis les années 2000, le bassin stéphanois recommence à voir sa population augmenter tandis que le bassin roannais a continué à perdre de la population, mais de façon moins marquée qu'entre les précédents recensements.
En 2022, le département comptait 772 041 habitants, en évolution de +1,32 % par rapport à 2016 (France hors Mayotte : +2,11 %).
| 1791 | 1801    | 1806    | 1821    | 1826    | 1831    | 1836    | 1841    | 1846    |
| ---- | ------- | ------- | ------- | ------- | ------- | ------- | ------- | ------- |
| -    | 290 903 | 317 053 | 343 454 | 369 298 | 391 216 | 412 497 | 434 085 | 453 786 |

| 1851    | 1856    | 1861    | 1866    | 1872    | 1876    | 1881    | 1886    | 1891    |
| ------- | ------- | ------- | ------- | ------- | ------- | ------- | ------- | ------- |
| 472 588 | 505 260 | 517 603 | 537 108 | 550 611 | 590 613 | 599 836 | 603 384 | 616 227 |

| 1896    | 1901    | 1906    | 1911    | 1921    | 1926    | 1931    | 1936    | 1946    |
| ------- | ------- | ------- | ------- | ------- | ------- | ------- | ------- | ------- |
| 625 336 | 647 633 | 643 943 | 640 549 | 637 130 | 669 216 | 664 822 | 650 226 | 631 591 |

| 1954    | 1962    | 1968    | 1975    | 1982    | 1990    | 1999    | 2006    | 2011    |
| ------- | ------- | ------- | ------- | ------- | ------- | ------- | ------- | ------- |
| 654 482 | 696 348 | 722 443 | 742 396 | 739 521 | 746 288 | 728 524 | 741 269 | 749 053 |

| 2016    | 2021    | 2022    | - | - | - | - | - | - |
| ------- | ------- | ------- | - | - | - | - | - | - |
| 761 997 | 769 029 | 772 041 | - | - | - | - | - | - |

## Population par divisions administratives

### Arrondissements
Le département de la Loire comporte trois arrondissements. La population se concentre principalement sur l'arrondissement de Saint-Étienne, qui recense 55 % de la population totale du département en 2022, avec une densité de 403,8 hab./km2, contre 24 % pour l'arrondissement de Montbrison et 20 % pour celui de Roanne.
| Arrondissement  | Population(2022) | Variation(2022/2016)                       | Superficie(km2) | Densité(hab./km2) |
| --------------- | ---------------- | ------------------------------------------ | --------------- | ----------------- |
| Saint-Étienne   | 427 009          | en évolution de +0,88 % par rapport à 2016 | 1 057,5         | 403,8             |
| Montbrison      | 186 822          | en évolution de +2,9 % par rapport à 2016  | 1 943,2         | 96,1              |
| Roanne          | 158 210          | en évolution de +0,67 % par rapport à 2016 | 1 779,9         | 88,9              |
| Source : Insee. |                  |                                            |                 |                   |

### Communes de plus de10 000 habitants
Sur les 323 communes que comprend le département de la Loire, 57 ont en 2021 une population municipale supérieure à 2 000 habitants, 30 ont plus de 5 000 habitants, dix ont plus de 10 000 habitants et trois ont plus de 25 000 habitants : Saint-Étienne, Saint-Chamond et Roanne.
Les évolutions respectives des communes de plus de 10 000 habitants sont présentées dans le tableau ci-après.
| Commune                  | Population(2022) | Variation(2022/2016)                       | Superficie(km2) | Densité(hab./km2) |
| ------------------------ | ---------------- | ------------------------------------------ | --------------- | ----------------- |
| Saint-Étienne            | 172 569          | en évolution de +0,38 % par rapport à 2016 | 79,97           | 2 157,9           |
| Saint-Chamond            | 35 586           | en évolution de +0,7 % par rapport à 2016  | 54,88           | 648,4             |
| Roanne                   | 35 364           | en évolution de +1,96 % par rapport à 2016 | 16,12           | 2 193,8           |
| Firminy                  | 17 128           | en évolution de +0,79 % par rapport à 2016 | 10,45           | 1 639             |
| Montbrison               | 16 098           | en évolution de +3,4 % par rapport à 2016  | 16,33           | 985,8             |
| Saint-Just-Saint-Rambert | 15 579           | en évolution de +2,28 % par rapport à 2016 | 40,63           | 383,4             |
| Rive-de-Gier             | 15 457           | en évolution de +1,99 % par rapport à 2016 | 7,33            | 2 108,7           |
| Le Chambon-Feugerolles   | 12 307           | en évolution de −1,43 % par rapport à 2016 | 17,51           | 702,9             |
| Riorges                  | 11 034           | en évolution de +3,42 % par rapport à 2016 | 15,51           | 711,4             |
| Andrézieux-Bouthéon      | 10 312           | en évolution de +4,81 % par rapport à 2016 | 16,28           | 633,4             |
| Source : Insee.          |                  |                                            |                 |                   |

## Structures des variations de population

### Soldes naturels et migratoires depuis 1968
La variation moyenne annuelle redevient positive à partir de 2010, passant de −0,3 à 0,2 %, grâce au solde naturel positif.
Le solde naturel annuel, qui est la différence entre le nombre de naissances et le nombre de décès enregistrés au cours d'une même année, reste positif, tout en baissant de 0,5 à 0,1 %. La baisse du taux de natalité, qui passe de 16,7 à 11,1 ‰, est compensée par une baisse plus faible du taux de mortalité, qui passe de 11,5 à 10,3 ‰.
Le flux migratoire reste négatif sur toute la période, à l'exception de la période 2015-2021.
| Indicateurs démographiques                       | 1968 à1975 | 1975 à1982 | 1982 à1990 | 1990 à1999 | 1999 à2010 | 2010 à2015 | 2015 à2021 |
| ------------------------------------------------ | ---------- | ---------- | ---------- | ---------- | ---------- | ---------- | ---------- |
| Variation annuelle moyenne de la population en % | 0,4        | -0,1       | 0,1        | -0,3       | 0,3        | 0,3        | 0,2        |
| - due au solde naturel en %                      | 0,5        | 0,3        | 0,3        | 0,2        | 0,3        | 0,3        | 0,1        |
| - due au solde apparent des entrées sorties en % | -0,1       | -0,4       | -0,2       | -0,5       | -0,0       | 0,0        | 0,1        |
| Taux de natalité en ‰                            | 16,7       | 14,2       | 13,2       | 11,8       | 12,2       | 12,3       | 11,1       |
| Taux de mortalité en ‰                           | 11,5       | 10,8       | 10,1       | 9,8        | 9,5        | 9,6        | 10,3       |
| Source : Insee.                                  |            |            |            |            |            |            |            |

### Mouvements naturels sur la période 2014-2022
En 2014, 9 183 naissances ont été dénombrées contre 7 201 décès. Le nombre annuel des naissances a diminué depuis cette date, passant à 7 969 en 2022, indépendamment à une augmentation, mais relativement faible, du nombre de décès, avec 8 229 en 2022. Le solde naturel est ainsi négatif et diminue, passant de 1 982 à -260.
Le graphique qui aurait dû être présenté ici ne peut pas être affiché car il utilise l'ancienne extension Graph, désactivée pour des questions de sécurité. Des indications pour créer un nouveau graphique avec la nouvelle extension Chart sont disponibles ici.

## Densité de population
La densité de population est en augmentation depuis 2000.
En 2021, la densité était de 160,9 hab./km2.
| 1968 |  | 151.1 |  |

| 1975 |  | 155.3 |  |

| 1982 |  | 154.7 |  |

| 1990 |  | 156.1 |  |

| 1999 |  | 152.4 |  |

| 2010 |  | 156.7 |  |

| 2015 |  | 158.9 |  |

| 2021 |  | 160.9 |  |

## Répartition par sexes et tranches d'âges
La population du département est plus âgée qu'au niveau national.
En 2021, le taux de personnes d'un âge inférieur à 30 ans s'élève à 34,8 %, soit en dessous de la moyenne nationale (35,1 %). À l'inverse, le taux de personnes d'âge supérieur à 60 ans est de 28,9 % la même année, alors qu'il est de 26,6 % au niveau national.
En 2021, le département comptait 372 633 hommes pour 396 396 femmes, soit un taux de 51,55 % de femmes, légèrement inférieur au taux national (51,61 %).
Les pyramides des âges du département et de la France s'établissent comme suit.
| Hommes | Classe d’âge | Femmes |
| ------ | ------------ | ------ |
| 0,8    | 90 ou +      | 2,3    |
| 8      | 75-89 ans    | 11     |
| 17,1   | 60-74 ans    | 18,2   |
| 19,5   | 45-59 ans    | 18,7   |
| 17,5   | 30-44 ans    | 17     |
| 17,9   | 15-29 ans    | 16     |
| 19     | 0-14 ans     | 16,8   |

| Hommes | Classe d’âge | Femmes |
| ------ | ------------ | ------ |
| 0,7    | 90 ou +      | 1,9    |
| 7,0    | 75-89 ans    | 9,5    |
| 16,6   | 60-74 ans    | 17,5   |
| 20,0   | 45-59 ans    | 19,5   |
| 18,8   | 30-44 ans    | 18,3   |
| 18,3   | 15-29 ans    | 16,7   |
| 18,6   | 0-14 ans     | 16,7   |

## Répartition par catégories socioprofessionnelles
La catégorie socioprofessionnelle des retraités est surreprésentée par rapport au niveau national. Avec 30,2 % en 2021, elle est 3,4 points au-dessus du taux national (26,8 %). La catégorie socioprofessionnelle des cadres et professions intellectuelles supérieures est quant à elle sous-représentée par rapport au niveau national. Avec 6,7 % en 2021, elle est 3,4 points en dessous du taux national (10,1 %).
| Catégorie socioprofessionnelle                    | 2015    | 2015 | 2021    | 2021 | Détails de l'année 2021 | Détails de l'année 2021 | Détails de l'année 2021            | Détails de l'année 2021            | Détails de l'année 2021            |
| Catégorie socioprofessionnelle                    | Nb      | %    | Nb      | %    | Hommes                  | Femmes                  | Part en % de la population âgée de | Part en % de la population âgée de | Part en % de la population âgée de |
| Catégorie socioprofessionnelle                    | Nb      | %    | Nb      | %    | Hommes                  | Femmes                  | 15 à 24 ans                        | 25 à 54 ans                        | 55 ans ou +                        |
| ------------------------------------------------- | ------- | ---- | ------- | ---- | ----------------------- | ----------------------- | ---------------------------------- | ---------------------------------- | ---------------------------------- |
| Agriculteurs exploitants                          | 4 887   | 0,8  | 4 386   | 0,7  | 3 334                   | 1 052                   | 0,1                                | 1,1                                | 0,5                                |
| Artisans, commerçants, chefs d'entreprise         | 22 457  | 3,6  | 23 322  | 3,7  | 17 259                  | 6 064                   | 0,7                                | 6,6                                | 1,8                                |
| Cadres et professions intellectuelles supérieures | 37 680  | 6,1  | 42 071  | 6,7  | 24 557                  | 17 514                  | 2,0                                | 11,8                               | 3,1                                |
| Professions intermédiaires                        | 82 151  | 13,2 | 87 751  | 13,9 | 40 288                  | 47 463                  | 9,1                                | 24,8                               | 4,7                                |
| Employés                                          | 95 156  | 15,3 | 93 749  | 14,8 | 20 775                  | 72 974                  | 14,3                               | 23,3                               | 6,6                                |
| Ouvriers                                          | 89 057  | 14,3 | 85 521  | 13,5 | 68 620                  | 16 901                  | 15,0                               | 21,6                               | 4,9                                |
| Retraités                                         | 192 272 | 30,9 | 190 723 | 30,2 | 86 974                  | 103 749                 | 0,0                                | 0,1                                | 70,5                               |
| Autres personnes sans activité professionnelle    | 97 790  | 15,7 | 104 561 | 16,5 | 40 994                  | 63 567                  | 58,7                               | 10,7                               | 7,9                                |
| Ensemble                                          | 621 450 | 100  | 632 084 | 100  | 302 801                 | 329 284                 | 100                                | 100                                | 100                                |
| Sources : Insee,.                                 |         |      |         |      |                         |                         |                                    |                                    |                                    |